# Vhodni marketing
Koncept vhodnega ali inbound marketinga je bil prvič predstavljen leta 2005. Zasnoval ga je sedanji direktor in soustanovitelj podjetja Hubspot Brian Halligan. 

## Definicija
Vhodni marketing je poslovna metodologija, ki privablja stranke z ustvarjanjem koristnih vsebin in izkušenj, prilagojenih njihovim potrebam. Za razliko od tradicionalnega, izhodnega marketinga, ki se osredotoča na iskanje strank (npr. preko telemarketinga, televizijskih oglasov, tiskanih oglasov), vhodni marketing poskuša ustvariti razmere, v katerih stranke same iščejo podjetje ali blagovno znamko. 

## Zgodovina
Koncept vhodnega marketinga se je začel razvijati v zgodnjih 2000-ih kot odziv na spremembe v potrošniškem vedenju, ki so posledica vedno večje uporabe interneta. Tradicionalne metode marketinga so postale manj učinkovite pri pridobivanju pozornosti potrošnikov, ki so se vedno bolj zanašali na internet za informacije o izdelkih in storitvah. Prvič je izraz "inbound marketing" popularizirala družba HubSpot, ki je bila ustanovljena leta 2006.

## Metodologija
Vhodni marketing sledi štirim ključnim korakom: privabiti, pretvoriti, zapreti in navdušiti. Ta proces pomaga podjetjem, da ne samo pritegnejo obiskovalce na svojo spletno stran, ampak jih tudi pretvorijo v vodiče, zaprejo kot stranke in na koncu navdušijo tako, da postanejo promotorji blagovne znamke.

### Privabiti
Cilj je privabiti pravo občinstvo s koristnimi vsebinami, kot so blogi, optimizacija za iskalnike (SEO) in družbeni mediji.

### Pretvoriti
Obiskovalce spodbudimo k dejanjem, ki omogočajo njihovo pretvorbo v vodiče, kot so obrazci za prenos e-knjig, prijave na webinarje in prijavnice za novice.

### Zapreti
V tej fazi se vodiči pretvorijo v stranke s pomočjo e-poštnega marketinga, avtomatizacije marketinga in učinkovitega upravljanja odnosov s strankami (CRM).

### Navdušiti
Po prodaji je pomembno stranke še naprej navduševati z izjemno podporo in koristnimi vsebinami, kar spodbuja pozitivne ocene in ustno priporočilo.

## Prednosti in izzivi

### Prednosti
Vhodni marketing lahko podjetjem omogoči bolj usmerjeno pritegnitev strank, višje stopnje konverzije in nižje stroške pridobivanja stranke. Prav tako omogoča gradnjo dolgoročnih odnosov s strankami.

### Izzivi
Izzivi vključujejo potrebo po stalni ustvarjanju kakovostnih vsebin, potrebo po spretnem upravljanju s številnimi digitalnimi kanali in merjenje učinkovitosti kampanj.

## Prihodnost vhodnega marketinga
Digitalna tehnologija in internet sta v stalni evoluciji, kar neprestano oblikuje prihodnost vhodnega marketinga. Podjetja morajo ostati na tekočem z najnovejšimi trendi in tehnologijami, kot so umetna inteligenca, strojno učenje, personalizacija in avtomatizacija, da bi izboljšala svoje vhodne marketinške strategije. Integracija novih tehnologij omogoča bolj personalizirane in učinkovite marketinške kampanje, ki lahko še bolje pritegnejo in zadržijo stranke.

## Vpliv na družbo
Vhodni marketing ima tudi širši družbeni vpliv, saj spodbuja podjetja k ustvarjanju vsebin, ki so dejansko koristne in informativne, namesto da bi se zanašala na prekinitvene in pogosto nadležne tradicionalne oglaševalske tehnike. To ne samo izboljšuje uporabniško izkušnjo, ampak tudi povečuje zaupanje in verodostojnost blagovnih znamk.

## Kritike
Kljub mnogim prednostim se vhodni marketing sooča tudi s kritikami. Nekateri opozarjajo na visoke začetne stroške in časovno zahtevnost, potrebno za razvoj učinkovitih strategij in vsebin. Prav tako je merjenje neposrednega vpliva na prodajo lahko izziv, še posebej v kratkoročnem obdobju.

## Seznam HubSpot partnerskih agencij
Seznam vseh agencij v Sloveniji, ki so del HubSpot Partner programa, lahko najdete na tem naslovu: https://www.hubspot.com/agencies/slovenia